# Криваја (Бачка Топола)
Криваја је насеље у општини Бачка Топола, у Севернобачком округу, у Србији. Криваја је смештена на таласастом терену на надморској висини од 115 m између водотока реке Криваје и вештачког језера. Урбано је веома лепо уређено и личи на својеврсни парк саздан од пространих травњака и десетине врста разног дрвећа. Налази се у непосредној близини Бачке Тополе (12 km), од Сомбора је удаљена 32 km, а од Суботице 45 km.
Према попису из 2022. било је 365 становника.

## Демографија
У насељу Криваја живи 786 пунолетних становника, а просечна старост становништва износи 39,2 година (38,3 код мушкараца и 40,3 код жена). У насељу има 351 домаћинство, а просечан број чланова по домаћинству је 2,77.
Становништво у овом насељу веома је мешовито уз српску већину.
|  |

| Демографија | Демографија | Демографија |
| Година      | Становника  | Становника  |
| ----------- | ----------- | ----------- |
| 1948.       | 897         |             |
| 1953.       | 853         |             |
| 1961.       | 848         |             |
| 1971.       | 776         |             |
| 1981.       | 682         |             |
| 1991.       | 910         | 907         |
| 2002.       | 986         | 991         |
| 2011.       | 653         |             |

| Етнички састав према попису из 2002.‍ | Етнички састав према попису из 2002.‍ | Етнички састав према попису из 2002.‍ | Етнички састав према попису из 2002.‍ | Етнички састав према попису из 2002.‍ |
| ------------------------------------ | ------------------------------------ | ------------------------------------ | ------------------------------------ | ------------------------------------ |
|                                      |                                      |                                      |                                      |                                      |
| Срби                                 | Срби                                 |                                      | 531                                  | 53,85%                               |
| Мађари                               | Мађари                               |                                      | 239                                  | 24,23%                               |
| Југословени                          | Југословени                          |                                      | 52                                   | 5,27%                                |
| Хрвати                               | Хрвати                               |                                      | 33                                   | 3,34%                                |
| Буњевци                              | Буњевци                              |                                      | 9                                    | 0,91%                                |
| Немци                                | Немци                                |                                      | 7                                    | 0,70%                                |
| Црногорци                            | Црногорци                            |                                      | 4                                    | 0,40%                                |
| Словенци                             | Словенци                             |                                      | 3                                    | 0,30%                                |
| Румуни                               | Румуни                               |                                      | 2                                    | 0,20%                                |
| Македонци                            | Македонци                            |                                      | 2                                    | 0,20%                                |

| Година пописа     | 1948. | 1953. | 1961. | 1971. | 1981. | 1991. | 2002. |
| ----------------- | ----- | ----- | ----- | ----- | ----- | ----- | ----- |
| Број домаћинстава | 226   | 219   | 244   | 227   | 220   | 301   | 351   |

| Број чланова      | 1  | 2   | 3  | 4  | 5  | 6  | 7 | 8 | 9 | 10 и више | Просек |
| ----------------- | -- | --- | -- | -- | -- | -- | - | - | - | --------- | ------ |
| Број домаћинстава | 70 | 106 | 64 | 76 | 17 | 17 | 0 | 0 | 1 | 0         | 2,77   |

| Пол    | Укупно | Неожењен/Неудата | Ожењен/Удата | Удовац/Удовица | Разведен/Разведена | Непознато |
| ------ | ------ | ---------------- | ------------ | -------------- | ------------------ | --------- |
| Мушки  | 428    | 146              | 252          | 11             | 19                 | 0         |
| Женски | 396    | 69               | 253          | 55             | 19                 | 0         |
| УКУПНО | 824    | 215              | 505          | 66             | 38                 | 0         |

| Пол    | Укупно                    | Пољопривреда, лов и шумарство | Рибарство                            | Вађење руде и камена | Прерађивачка индустрија       |
| ------ | ------------------------- | ----------------------------- | ------------------------------------ | -------------------- | ----------------------------- |
| Мушки  | 202                       | 163                           | 0                                    | 0                    | 13                            |
| Женски | 160                       | 107                           | 0                                    | 0                    | 8                             |
| УКУПНО | 362                       | 270                           | 0                                    | 0                    | 21                            |
| Пол    | Производња и снабдевање   | Грађевинарство                | Трговина                             | Хотели и ресторани   | Саобраћај, складиштење и везе |
| Мушки  | 0                         | 1                             | 5                                    | 5                    | 4                             |
| Женски | 0                         | 1                             | 9                                    | 2                    | 2                             |
| УКУПНО | 0                         | 2                             | 14                                   | 7                    | 6                             |
| Пол    | Финансијско посредовање   | Некретнине                    | Државна управа и одбрана             | Образовање           | Здравствени и социјални рад   |
| Мушки  | 1                         | 0                             | 5                                    | 4                    | 1                             |
| Женски | 0                         | 1                             | 5                                    | 13                   | 11                            |
| УКУПНО | 1                         | 1                             | 10                                   | 17                   | 12                            |
| Пол    | Остале услужне активности | Приватна домаћинства          | Екстериторијалне организације и тела | Непознато            | Непознато                     |
| Мушки  | 0                         | 0                             | 0                                    | 0                    | 0                             |
| Женски | 1                         | 0                             | 0                                    | 0                    | 0                             |
| УКУПНО | 1                         | 0                             | 0                                    | 0                    | 0                             |

## Занимљивости
Цело насеље има карактеристике оазе, јер је окружено са пространим зеленим површинама. Туристички потенцијали Криваје су разноврсни. Уз само насеље налази се парк природе под заштитом државе треће категорије, са старом храстовом и брестовом шумом, дивљим кестеном, кленовима и другим дрвећем. У шуми је природно језеро са изворима питке воде. Поред насеља пружа се порибљено језеро са зеленим појасом, који пружа изузетне услове за рекреацију. У насељу се налазе три фудбалска терена — игралишта, са квалитетном травом и одличном дренажом, као и кошаркашки терен.
Ту је хотел „Криваја“ са три звездице потпуно преуређен и преновљен, који располаже са 22 собе, 42 кревета и 120 места у ресторану са богатом и разноврсном војвођанском кухињом и јела испод сача. У непосредној близини хотела, налази се савремена аутоматска куглана са четири стазе. Ту је и конгресна сала са 300 места. Поред хотела, налази се дворац-каштел, изграђен у неокласичном стилу, који ће се преуредити у депанданс хотела. Насеље има пошту, здравствени дом, бензинску пумпу и самопослугу.
Иако мала по површини, Криваја има изванредне могућности за развој спортско-рекреативног, риболовачког, конгресног и других облика туризма.
Овде се налази Летњиковац Криваја.